# Sam Rayburn

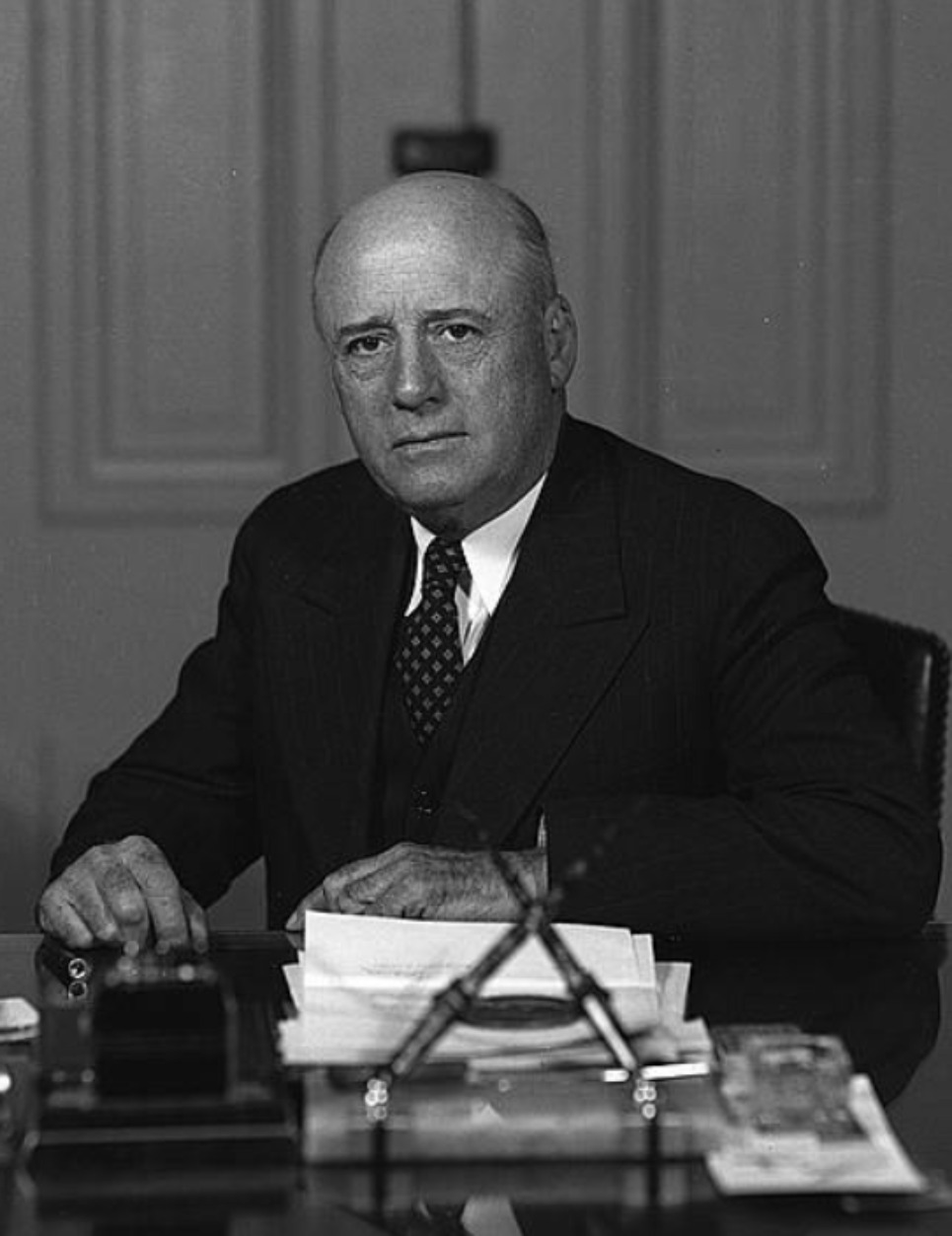
Sam Rayburn

Samuel Taliaferro „Sam“ Rayburn (* 6. Januar 1882 im Roane County, Tennessee; † 16. November 1961 in Bonham, Texas) war ein US-amerikanischer Politiker. Er vertrat den Bundesstaat Texas im US-Repräsentantenhaus.

## Werdegang
Rayburn graduierte am Mayo College (heute Texas A&M University-Commerce) in Commerce. Schon ein Jahr nachdem er die Schule verlassen hatte, gewann er die Wahlen zum Repräsentantenhaus von Texas. Während seiner dritten Amtszeit wurde er im Alter von 29 Jahren zum Speaker des Hauses gewählt. Im darauffolgenden Jahr gewann er als Demokrat im vierten Distrikt von Texas die Wahlen zum US-Repräsentantenhaus. Seine politische Laufbahn im Kongress begann somit 1913, als Woodrow Wilson Präsident wurde. Rayburn diente in diesem Amt mehr als 48 Jahre. Während dieser ganzen Zeit hat er niemals einen republikanischen oder einen anderen ernsthaften Herausforderer bei seinen Wiederwahlen gesehen.

## Sprecher des Repräsentantenhauses
Am 16. September 1940 wurde Rayburn zum Sprecher des Repräsentantenhauses gewählt. Sein Werdegang als Speaker wurde nur zweimal unterbrochen: 1947–1948 und 1953–1954, als die Republikaner das Abgeordnetenhaus kontrollierten. Während dieser Zeit war Rayburn Minority Leader.
Rayburn wuchs in ärmlichen Verhältnissen auf und wurde darauf ein Verfechter der Interessen der Armen. Des Weiteren war er ein enger Freund von Lyndon B. Johnson und Johnsons Vater Sam Ealy Johnson, die er noch aus seiner Zeit im texanischen Abgeordnetenhaus kannte. Rayburn war Lyndon bei seinem Weg zur Präsidentschaft behilflich, insbesondere durch seinen außergewöhnlichen und prompten Aufstieg in die Position des Majority Leader konnte Johnson mehr als vier Jahre im Senat verweilen. Johnson verdankte Rayburn auch seine anschließende Erhebung zum Majority Leader. Die Präsidentschaft Lyndon B. Johnsons erlebte Rayburn allerdings nicht mehr, dieser wurde erst zwei Jahre nach seinem Tod zum US-Präsidenten (zum Zeitpunkt von Rayburns Tod war er Vizepräsident).
Rayburn, durch eine bedrohliche und einflussreiche Präsenz im Repräsentantenhaus bekannt, war außerhalb der Arbeit unglaublich reserviert. Er heiratete ein einziges Mal und zwar Metze Jones, die Schwester des texanischen Abgeordneten John Marvin Jones und Rayburns Kollegen, aber die Ehe scheiterte schon nach kurzer Dauer, wobei niemand in Wirklichkeit wusste warum. Der Biograph D.B. Hardeman vermutete, dass Rayburns Arbeitszeiteinteilung und langes Junggesellendasein, verbunden mit den unterschiedlichen Ansichten der beiden Eheleute über Alkohol zu dem Zerwürfnis führten. Die Gerichtsakte über die Ehescheidung in Bonham, Texas konnte niemals jemand auffinden und Rayburn vermied es, über seine kurze Ehe zu reden. Er bedauerte es schmerzlich, dass er keinen Sohn gehabt hatte oder wie er es in Robert Caros Biografie über Lyndon B. Johnson sagte, "einen flachsblonden Jungen zum Fischen mitnehmen" konnte.

### Legendäre Reputation
Rayburn bevorzugte es leise im Hintergrund zu arbeiten, statt im Rampenlicht zu stehen. Als Speaker gewann er einen Ruf als gerechte und integere Person. Er verachtete Lobbyisten und lehnte jegliche Art von Geschenken oder Geld Dritter ab. Er sagte nur "Ich bin nicht käuflich" und ging weiter. In den ganzen Jahren im Kongress bestand Rayburn immer auf seinem Recht, seine Auslagen selbst zu bezahlen, gerade insofern als es um die Bezahlung seiner eigenen Reisekosten ging, die bei der Begutachtung des Panamakanals entstanden. Ehe er sein Recht noch ausüben konnte, bezahlte die Regierung diese Kosten für ihn. Als er verstarb, haben seine persönlichen Ersparnisse nur ganze 15.000 $ betragen, das meiste davon machte der Wert der Familienranch aus.
Rayburn war unter seinen Kollegen für seine Tätigkeiten nach Geschäftsschluss gut bekannt. Er führte nämlich die "Bildungsausschuss"-Konferenzen im Repräsentantenhaus. Während dieser inoffiziellen Sitzungen fanden sich der Speaker und die Ausschussvorsitzenden für Poker, Bourbon und eine freie Diskussion über Politik ein. Rayburn entschied allein, wer eine Einladung zu diesen Zusammenkünften erhielt. Eine Einladung zu einem dieser "Bildungsausschüsse" war eine hohe Ehre.
Rayburn prägte den Begriff "Sun Belt", welcher eindringlich den Bau der US Route 66 unterstützte. Diese kommt ursprünglich aus Chicago, über Oklahoma und dann westwärts durch Texas nach New Mexico und Arizona drehend, bevor sie an der Küste von Santa Monica, Kalifornien endet. Nach einem Streit zugunsten des Projektes, startete es glänzend, so dass Amerika vollständig verbunden war, "der Frost Belt mit dem Sun Belt."
Die Redensart "Jeder Esel kann eine Scheunentür eintreten, aber man braucht einen Schreiner, um sie zu reparieren," wird Rayburn zugeschrieben. Rayburn verstarb 1961 an Bauchspeicheldrüsenkrebs im Alter von 79 Jahren. Postum wurde ihm für sein Lebenswerk die Gold Medal des Kongresses zuerkannt. Zum Zeitpunkt seines Todes war er doppelt so lange im Amt des Sprechers wie der bisherige Rekordhalter Henry Clay. Zu seinem Nachfolger wurde John W. McCormack gewählt.

## Ehrungen

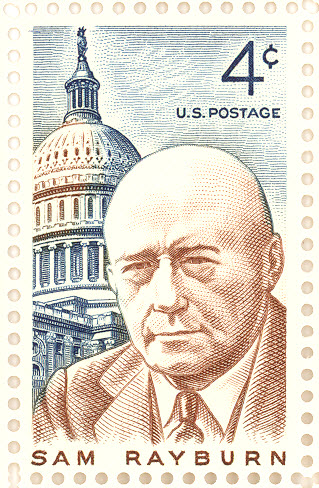
Sondermarke (1962)

- 1962 gab die US-amerikanische eine Sondermarke zu Ehren Sam Rayburns heraus.
- Das U-Boot USS Sam Rayburn (SSBN-635).
- Das Rayburn House Office Building, welches die Büros der Abgeordneten zu dem benachbarten US-Kapitol beherbergt.
- Das Sam Rayburn Reservoir in Osttexas wurde zu seinen Ehren 1963 nach ihm benannt und ist ein beliebtes Ziel für Barschangeler und Profianglerturniere.
- Die Sam Rayburn High School in Pasadena, Texas, trägt auch seinen Namen und beherbergt den Schreibtisch, den er als Speaker im Repräsentantenhaus benutzte.
- Das Sam Rayburn Independent School District wurde 1964 nach ihm benannt.
- Ein Dokumentarfilm "Rayburn: Mr. Speaker" ist derzeit in Produktion von Filmemacher Reed Penney, übereinstimmend mit einem Bericht durch die Texas A&M University-Commerce Campus Newspaper The East Texan.
- Rayburn war seit dem 7. August 1922 ein Mitglied im Bund der Freimaurer (Constantine Lodge No. 13, Bonham (Texas)[2])

## Bibliographien
- Robert A. Caro: The Years of Lyndon Johnson: The Path to Power (1982).
- Anthony Champagne und Floyd F. Ewing: "RAYBURN, SAMUEL TALIAFERRO (1882-1961)." Handbook of Texas Online (2005) online version
- Anthony Champagne: Congressman Sam Rayburn. Rutgers University Press, 1984.
- Anthony Champagne: Sam Rayburn: A Bio-Bibliography Greenwood 1988.
- C. Dwight Dorough: Mr. Sam. 1962
- Lewis L. Gould und Nancy Beck Young: The Speaker and the Presidents: Sam Rayburn, the White House, and the Legislative Process, 1941–1961. In: Raymond W. Smock und Susan W. Hammond (Hrsg.): Masters of the House: Congressional Leadership Over Two Centuries 1998. online version
- D. B. Hardeman und Donald C. Bacon: Rayburn: A Biography. Texas Monthly Press, Austin 1987.
- Alfred Steinberg: Sam Rayburn. Hawthorn 1975